# 中華ソビエト共和国

中華ソビエト共和国
中華蘇維埃共和國

国の標語: 全世界無產階級和被壓迫的民族聯合起來
(万国の労働者・被抑圧民族団結せよ!)国歌: 國際歌
インターナショナル

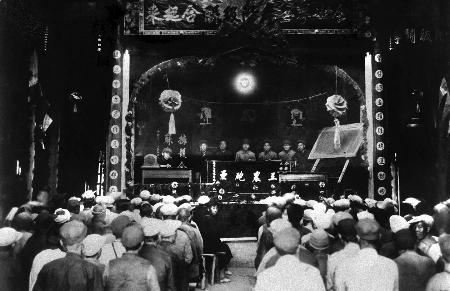
瑞金で行われた中華ソビエト共和国の建国式典。

中華ソビエト共和国（ちゅうかソビエトきょうわこく、繁: 中華蘇維埃共和國、簡: 中华苏维埃共和国、拼音: Zhōnghuá Sūwéi'āi Gònghéguó）は、1931年11月7日に、江西省瑞金を首都として中国共産党が樹立した政権。中国語では中華蘇維埃共和国臨時政府と称する。
国名は何度か変更している（国名の項を参照）。
中央執行委員会主席は毛沢東（党政治局常務委員）。共産党軍（中国工農紅軍）が国民党軍（国民革命軍）の包囲から脱出し、長征に出る1934年10月に事実上消滅した。

## 政権の変遷
| 年            | 国旗 | 国章 | 国名（日本語）         | 国名（繁体字）       | 国名（簡体字）       | 首都 |
| ------------- | ---- | ---- | ---------------------- | -------------------- | -------------------- | ---- |
| 1931年-1935年 |      |      | 中華ソビエト共和国     | 中華蘇維埃共和國     | 中华苏维埃共和国     | 瑞金 |
| 1935年-1936年 |      |      | 中華ソビエト人民共和国 | 中華蘇維埃人民共和國 | 中华苏维埃人民共和国 | 保安 |
| 1936年-1937年 |      |      | 中華ソビエト民主共和国 | 中華蘇維埃民主共和國 | 中华苏维埃民主共和国 | 延安 |

## 歴史

### 建国

かつて使用していた旧旗

1927年の南昌起義の失敗や、同年に起こった上海クーデターで中国共産党は勢力を落としていた。
そこで、1931年、全中国の共産主義勢力を江西省瑞金に結集し、「中華ソビエト共和国臨時政府」を設立した。中国共産党第二次全国代表大会で採択された中華連邦共和国構想に従い、憲法大綱では共和国は連邦制であるとしてチベット・東トルキスタン・内モンゴルは民主自治邦と定義されて「中国ソビエト連邦」における加入と離脱の権利を謳った（第14条）。

### 対日宣戦布告
1932年4月26日、中華ソビエト共和国（中国共産党）臨時政府は、日本に宣戦布告した。

### 長征
1934年に瑞金への中国国民党の攻勢が激しくなると、中国共産党はこの地を放棄し新たな拠点を築くため長征に出た。長征中中華ソビエト共和国の政府機能は停止し、延安に到着しても政府機能は停止したままだった。1935年からは茂県で中華ソビエト共和国西北連邦を樹立して1936年の長征終了まで各地で実効支配地域を変えながら存続した。

### 第二次国共合作
1937年、国民党の蔣介石が共産党との合作を要求する張学良に監禁される西安事件が起きた。張学良は支持を得られなかったが、蔣介石の解放交渉の中で国民党・共産党の話し合いが持たれ、結果として国民党と共産党の合作が成立した。（第二次国共合作）
これにより、中華ソビエト共和国は名目上も事実上も中華民国の指揮下に入り解体し、「中華民国陝甘寧辺区政府」となった。

## 対外関係

### 中華民国
中華ソビエト共和国は、中華民国政府（蔣介石政権）を、「反革命のブルジョワ政府」として非難していた。

### 中華共和国
1933年の福建事変で成立した「中華共和国」を当初は援助していたものの、後に「革命と反革命の間を行く中道政権」と見なし、援助を打ち切った。

## 指導者
- 中央執行委員会主席

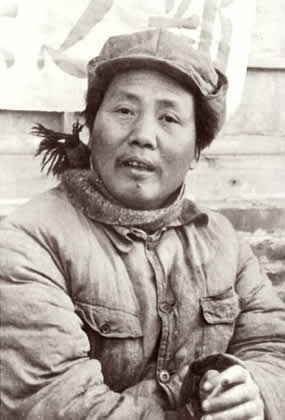
当時の毛沢東

  - 毛沢東（1931年11月27日 - 1937年9月6日）
  - 項英（副主席、1931年11月27日 - 1937年9月6日）
  - 張国燾（副主席、1931年11月27日 - 1937年9月6日）

- 人民委員会主席 
  - 毛沢東（1931年11月27日 - 1934年2月3日）
  - 張聞天（中国語版）（1934年2月3日 - 1934年10月10日）

- 中央革命軍事委員会主席 
  - 朱徳（1931年11月25日 - 1936年12月7日）
  - 毛沢東（1936年12月7日 - 1937年8月22日）